# Kardamomové hory

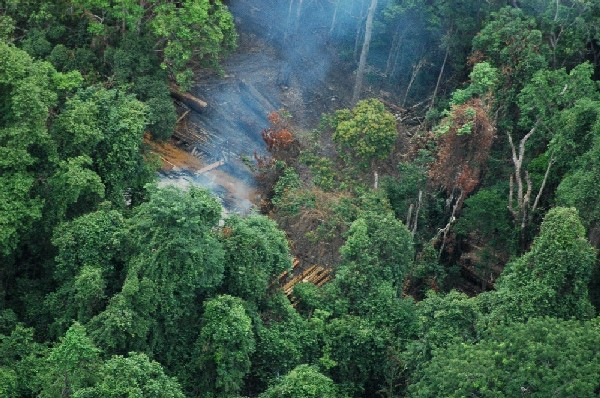
Ilegální těžba dřeva v Kardamomových horách

Kardamomové hory (Chuor Phnom Krâvanh) je pohoří na hranici Thajska a Kambodži. Táhne se do délky 300 km a nachází se v něm největší kambodžská hora Phnom Aural (1813 metrů nad mořem). Pohoří je pokryto deštným pralesem, v nižších polohách se pěstuje kardamom a pepř černý. V lesích žijí vzácná zvířata, jako tygr indočínský, slon indický, medvěd malajský, banteng, gibon kápový, bažant stříbrný, krokodýl siamský a další. Hory jsou řídce osídleny, udržely se v nich zbytky negritských kmenů. Během kambodžské občanské války se v oblasti ukrývali povstalci, dosud je zde množství nevybuchlých min.